# Чернухинский район (Горьковская область)
Чернухинский район — упразднённая административно-территориальная единица в составе Горьковского края, Горьковской и Арзамасской областей, существовавшая в 1935—1963 годах. Центр — село Чернуха.
Чернухинский район был образован в январе 1935 года в составе Горьковского края.
В состав района вошли следующие территории:
- из Арзамасского района: Волчихинский, Коваксинский, Ломовский, Мотовиловский, Питерский, Пустынский, Селемский, Селякинский, Чернухинский с/с
- из Дальнеконстантиновского района: Суроватихинский с/с.

Одновременно из части Суроватихинского с/с был образован Рождественский с/с.
В 1936 году Чернухинский район вошёл в состав Горьковской области. В марте того же года Суроватихинский с/с был передан в Дальнеконстантиновский район.
В сентябре 1940 года Рождественский с/с был разделён между Волчихинским с/с и Суроватихинским с/с Дальнеконстантиновского района.
В апреле 1949 года Селякинский с/с был передан в Мухтоловский район.
В январе 1954 года Чернухинский район вошёл в состав Арзамасской области.
В июне 1954 года Питерский с/с был присоединён к Ломовскому.
В апреле 1957 года Чернухинский район возвращён в Горьковскую область.
В апреле 1963 года Чернухинский район был упразднён, а его территория передана в Арзамасский район.